# ナッティ・ドレッド
『ナッティ・ドレッド』（Natty Dread）は、ボブ・マーリー&ザ・ウェイラーズが1974年に録音・発表したスタジオ・アルバム。

## 解説
バニー・ウェイラーとピーター・トッシュのザ・ウェイラーズ脱退に伴い、本作よりアイ・スリーズ（リタ・マーリー、ジュディ・モワット、マーシャ・グリフィスの3人）がバッキング・ボーカルを担当するようになった。
「ノー・ウーマン、ノー・クライ」の作詞・作曲者としてクレジットされているヴィンセント・フォードは、マーリーの幼なじみである。ただし、状況からすれば実際にフォードが作詞・作曲をしたわけではないとする見解もある。これに関しては、マーリーが以前契約していたケイマン・ミュージックと版権の争いがあり、当時はマーリー自身の名義では版権を自由にコントロールできなかったから他人の名義を使ったという説や、マーリーがフォードの生活を助けるために印税をプレゼントしたという説もある。「ライヴリー・アップ・ユアセルフ」「ゼム・ベリー・フル」「ベンド・ダウン・ロウ」の3曲は、過去にザ・ウェイラーズ名義で発表した曲のセルフ・カヴァー。
マーリーは本作で初めて、全英アルバムチャート入りを果たした。アメリカでは、総合アルバム・チャートのBillboard 200では92位、R&Bアルバム・チャートでは44位に達した。
1991年発売のコンピレーション・アルバム『トーキン・ブルース』には、本作のレコーディング・セッションで録音された「トーキング・ブルース」「ベンド・ダウン・ロウ」の別ヴァージョンと、アウトテイク「アイム・ア・ドゥ」が収録された。「アイム・ア・ドゥ」は、2001年に発売された本作のリマスターCDにボーナス・トラックとして追加収録された。

## 評価
音楽評論家のJim Newsomは、 allmusic.comにおいて本作に満点の5つ星を与え、「ボブ・マーリーの最高傑作であり、レゲエのレコードとしては究極の作品」「政治的・社会的なコメントとジャーへの賛歌を織り交ぜて、そもそもレゲエとは何であったのかということを定義づけている」と評している。また、『ローリング・ストーン』誌が2003年に選出したオールタイム・グレイテスト・アルバム500では、182位にランク・インした。

## 収録曲

### A面
1. ライヴリー・アップ・ユアセルフ - Lively Up Yourself (Bob Marley) - 5:11
2. ノー・ウーマン、ノー・クライ - No Woman, No Cry (Vincent Ford) - 3:46
3. ゼム・ベリー・フル - Them Belly Full (But We Hungry) (Lecon Cogill, Carlton Barrett) - 3:13
4. レベル・ミュージック - Rebel Music (3 O'Clock Roadblock) (Aston Barrett, Hugh Peart) - 6:45

### B面
1. ソー・ジャー・セイ - So Jah Seh (Rita Marley, Willy Francisco) - 4:28
2. ナッティ・ドレッド - Natty Dread (R. Marley, Allen Cole) - 3:35
3. ベンド・ダウン・ロウ - Bend Down Low (Marley) - 3:19
4. トーキン・ブルース - Talkin' Blues (L. Cogill, C. Barrett) - 4:07
5. レヴォリューション - Revolution (Marley) - 4:20

### 2001年リマスター盤ボーナス・トラック
1. アイム・ア・ドゥ - Am-A-Do (Marley) - 3:20

## 参加ミュージシャン
- ボブ・マーリー - ボーカル、ギター
- アル・アンダーソン - リードギター
- バーナード・“トゥーター”・ハーヴェイ - ピアノ、オルガン
- アストン・バレット - ベース
- カールトン・バレット - ドラムス、パーカッション
- ジーン・ルーセル - ハモンドオルガン、キーボード
- リタ・マーリー - バッキング・ボーカル
- ジュディ・モワット - バッキング・ボーカル
- マーシャ・グリフィス - バッキング・ボーカル